# Fabrice Jeannet
Fabrice Jeannet, född den 20 oktober 1980 i Fort-de-France, Martinique, är en fransk fäktare som bland annat tog OS-guld i herrarnas lagtävling i värja i samband med de olympiska fäktningstävlingarna 2008 i Peking.